# بوتوال
بوتوال هي مدينة كبيرة، تتبع مقاطعة روبانديهي، بلغ عدد سكانها 118٬462 نسمة، رمزها البريدي هو 32907.